# افسون (آلبوم ویکس)
افسون نخستین اولین آلبوم استودیویی گروه ویکس می‌باشد که در ۲۵ نوامبر ۲۰۱۳ توسط کمپانی جلی‌فیش منتشر شد. این آلبوم شامل دو سینگل می‌شود که آهنگ اصلی آن «عروسک افسون‌شده» می‌باشد.

## پروموشن
ویکس آهنگ «عروسک افسون‌شده» را برای اولین بار طی شوکیس راه شیری در سئول در تاریخ ۱۷ نوامبر ۲۰۱۳ به‌طور زنده اجرا کرد. اما اولین اجرای زندهٔ پخش شدهٔ این آهنگ در تاریخ ۲۰ نوامبر پخش شد. بعد از آن هم استیج کامبک ویکس بود که آهنگ‌های «فقط تو» و «عروسک افسون‌شده» را اجرا کردند. در تاریخ ۶ دسامبر، ویکس اولین جایزهٔ خود را با آهنگ «عروسک افسون‌شده» در موزیک بانک برد.

## تک‌آهنگ‌ها

### فقط تو
«فقط تو» پیش انتشاری از آلبوم «افسون» ویکس می‌باشد که توسط کیم جی‌هیانگ و راوی نوشته و تولید آن با ۴بونتاجا و هوانگ سه جونگ و شینسادونگ تایگر می‌باشد.
موزیک ویدیوی این آهنگ به کارگردانی هونگ وون‌کی در استکهلم سوئد فیلمبرداری شد.

### عروسک افسون‌شده
«عروسک افسون‌شده» آهنگ اصلی آلبوم می‌باشد که توسط کیم آنا و راوی نوشته شده‌است و آهنگسازی آن توسط هیوک شین صورت گرفته که آهنگ‌هایی همچون «دختر رویایی» از شاینی و «زوزه» از اکسو را در کارنامهٔ خود دارد. کارگردانی این موزیک ویدیو به توسط زنی بروز صورت پذیرفته است.
موزیک ویدیوی این آهنگ در تاریخ ۱۹ نوامبر ۲۰۱۳ منتشر شد که در سبک فیلم‌های ترسناک بود. شروع آن با بریده شدن اعضایی از بدن و منگنه شدن آن‌ها بود و بعد تصویری از اعضا دیده می‌شد که در زندان، حبس شده‌اند و زنی کنترل آن‌ها را از طریق عروسکی به دست دارد. بعد اعضا فرار می‌کنند اما هونگ‌بین به دست زن می‌افتد و تبدیل به عروسک افسون‌شده می‌شود.
به علت خشونت زیاد در موزیک ویدیو و طراحی رقص، اعتراضات زیادی از جانب برنامه‌های تلویزیونی صورت گرفت که در طی آن نسخه‌ای بدون خشونت از ویدیو در تاریخ ۲۴ نوامبر ۲۰۱۳ منتشر شد و طی بیانه‌ای کمپانی اعلام کرد: «ما در تلاش بودیم که با طراحی رقص و موزیک ویدیو سمبلی از سرنوشت غمگین عروسک‌های افسون‌شده را نشان دهیم که متأسفانه با مشکل مواجه شد.» در نهایت طراحی رقص هم برای اجرای زنده ویرایش شد.

## لیست آهنگ‌ها
※ آهنگ پررنگ شده، آهنگ اصلی آلبوم می‌باشد.
| شماره      | نام                                                                            | سراینده                      | آهنگساز                                                      | مدت   |
| ---------- | ------------------------------------------------------------------------------ | ---------------------------- | ------------------------------------------------------------ | ----- |
| ۱.         | «افسون» (بخش آغازین)                                                           |                              | ملودیزاین                                                    | ۰۱:۱۱ |
| ۲.         | «عروسک افسون‌شده» (저주인형)                                                    | کیم آنا                      | هیوک شین، دین‌فلوئنزا، 2xxx، ری‌وان، لی جه‌هون                  | ۰۳:۳۶ |
| ۳.         | «قاتلِ زیبا»                                                                    | لی یوجین، راوی               | آلبی آلبرتسون، کریس ویل                                      | ۰۳:۲۰ |
| ۴.         | «یک‌روز»                                                                        | کیم جی‌هیانگ، راوی، ملودیزاین | ملودیزاین، کیپ‌روتز، فسینیتینگ                                | ۰۳:۵۶ |
| ۵.         | «فقط تو» (대답은 너니까)(ترجمه: "چون جواب تویی")                               | کیم جی‌هیانگ، راوی            | هوانگ سه‌جون، ۴بونتاجا، شینسادونگ تایگر                       | ۰۳:۴۵ |
| ۶.         | «اندام»                                                                        | کیم می‌جین                    | آلبی آلبرتسون، آندریاس کارلسون، آندریاس اوبرگ، استفان الفگرن | ۰۳:۱۳ |
| ۷.         | «شبِ مخفی»                                                                      | راوی                         | راوی                                                         | ۰۳:۱۶ |
| ۸.         | «بگو تو، بگو من»                                                               | راوی، کیگِن                   | هیوک شین، دی‌کِی، راس لارا                                     | ۰۳:۲۴ |
| ۹.         | «عشق به حقیقت می‌پیونده» (오늘부터 내 여자)(ترجمه: "از الان به بعد تو مالِ منی") | کیم جی‌هیانگ، راوی            | ملودیزاین                                                    | ۰۳:۲۱ |
| ۱۰.        | «ممنون که به دنیا اومدی» (태어나줘서 고마워)                                   | کیم جی‌هیانگ، ملودیزاین       | ملودیزاین                                                    | ۰۴:۱۷ |
| ۱۱.        | «ابر قهرمان»                                                                   | کیگِن، راوی (رپ)              | برنت پاسکه، جیمی ریچارد درو                                  | ۰۳:۳۰ |
| ۱۲.        | «راک یور بادی»                                                                 | چوی کیوسونگ، سویینگز         | شینسادونگ تایگر، چوی کیوسونگ                                 | ۰۳:۴۲ |
| ۱۳.        | «دوباره و دوباره» (다칠 준비가 돼 있어)(ترجمه: "آمادَم تا آسیب ببینم")          | کیم آنا، راوی (رپ)           | هوانگ سه‌جون، آلبی آلبرتسون، ریکی هانلی، کریستین لیند         | ۰۳:۱۴ |
| ۱۴.        | «هاید»                                                                         | کیم آنا، راوی (رپ)           | هوانگ سه‌جون، دی‌سی                                            | ۰۳:۱۶ |
| ۱۵.        | «عروسک افسون‌شده» (بی‌کلام)                                                      |                              | هیوک شین، دین‌فلوئنزا، 2xxx، ری‌وان، لی جه‌هون                  | ۰۳:۳۶ |
| مجموع مدت: | مجموع مدت:                                                                     | مجموع مدت:                   | مجموع مدت:                                                   | ۵۱:۰۰ |

## تاریخ انتشار
| منطقه         | تاریخ          | فرمت                  | کمپانی        |
| ------------- | -------------- | --------------------- | ------------- |
| کره جنوبی     | ۲۵ نوامبر ۲۰۱۳ | سی دی، دانلود دیجیتال | جلی‌فیش ، سی‌جِی |
| در سراسر جهان | ۲۵ نوامبر ۲۰۱۳ | دانلود دیجیتال        | جلی‌فیش        |

## نمودار عملکرد

### آلبوم
| نمودار                                | وضعیت در نمودار | فروش           |
| ------------------------------------- | --------------- | -------------- |
| کره جنوبی (جدول هفتگی آلبوم‌های گائون) | 1               | - کره: ۱۰۲,۴۰۶ |
| تایوان (جدول موسیقی کره و ژاپن)       | ۴               | - کره: ۱۰۲,۴۰۶ |

## تک‌آهنگ‌ها
| نمودار                         | وضعیت در نمودار  | وضعیت در نمودار |
| نمودار                         | "عروسک افسون‌شده" | "فقط تو"        |
| ------------------------------ | ---------------- | --------------- |
| کره جنوبی (جدول دیجیتال گائون) | ۷                | ۴۰              |
| کره جنوبی (جدول اجتماعی گائون) | ۳                | ۱۸              |
| بیلبورد (۱۰۰ آهنگ داغ کی‌پاپ)   | ۵۳               | —               |
| بیلبورد (جهانی آمریکا)         | ۴                | ۸               |

## نامزدی‌ها و جوایز

### جوایز
| سال                     | جایزه                         | نامزد کار        | نتیجه    |
| ----------------------- | ----------------------------- | ---------------- | -------- |
| جوایز رادیو کی‌ام‌سی      |                               |                  |          |
| ۲۰۱۳                    | بهترین موزیک ویدیو            | "عروسک افسون‌شده" | برنده    |
| جوایز موسیقی جدول گائون |                               |                  |          |
| ۲۰۱۳                    | بیشترین فروش در سه ماههٔ چهارم | "عروسک افسون‌شده" | نامزدشده |

### جوایز برنامه‌های موسیقی
| آهنگ             | برنامه     | تاریخ         |
| ---------------- | ---------- | ------------- |
| "عروسک افسون‌شده" | موزیک بانک | ۶ دسامبر ۲۰۱۳ |